# Erateina luceria
Erateina luceria är en fjärilsart som beskrevs av Thierry-mieg 1894. Erateina luceria ingår i släktet Erateina och familjen mätare. Inga underarter finns listade i Catalogue of Life.